# 深日
深日（ふけ）は、大阪府泉南郡岬町の大字。本項では同地域にかつて存在した泉南郡深日村（ふけむら）・深日町（ふけちょう）についても記す。

## 地理
岬町中部、大川の河口に位置する。北で大阪湾に面し、東で淡輪、西で多奈川谷川、南で孝子と隣接する。南北を南海本線と大阪府道752号和歌山阪南線が縦断、東西を南海多奈川線と大阪府道・和歌山県道65号岬加太港線が横断する。かつては東の淡輪、西の谷川に比べてやや規模の小さい集落だったが、深日港改修工事の完成以降、淡路航路の発着点として発展し、岬町発足以来の町役場所在地となっている。

### 河川
- 大川

### 山岳
- 金谷山
- 飯盛山
- 大曲山
- 学文寺山

## 歴史
もとの読みは「ふけひ」で、「ふけい」→「ふけ」に転訛した。「吹飯の浜」「吹井の浦」として数々の詩に詠まれ、『万葉集』『新古今和歌集』『菊葉和歌集』などに登場する。奈良時代には称徳天皇の紀伊行幸に際して行宮が置かれたことがある。安土桃山時代には顕如が摂津石山から紀伊鷺森へ移る際に、当地の金乗寺（深日御坊）に一時滞在した。

### 沿革
- 幕末時点では日根郡深日村であった。常陸土浦藩領。
- 1870年（明治3年）2月 - 土浦藩領が堺県に移管。
- 1881年（明治14年）2月7日 - 第2次府県統合により大阪府の管轄となる。
- 1889年（明治22年）4月1日 - 町村制の施行により、日根郡深日村が単独で自治体として発足。
- 1896年（明治29年）4月1日 - 郡の統廃合により、所属郡が泉南郡に変更。
- 1898年（明治31年）10月22日 - 南海本線深日駅開業。
- 1942年（昭和17年）10月28日 - 多奈川村との境界部に川崎重工業泉州工場が開所。
- 1943年（昭和18年）2月11日 - 町制施行。泉南郡深日町となる。
- 1944年（昭和19年）6月1日 - 南海多奈川線深日町駅開業。深日駅旅客営業廃止。
- 1948年（昭和23年） - 川崎重工業泉州工場の船溜を利用した深日港改修工事が完成。淡路航路開設。
- 1948年（昭和23年）11月3日 - 南海多奈川線深日港駅開業。
- 1949年（昭和24年）6月30日 - 川崎重工業泉州工場閉鎖。
- 1955年（昭和30年）4月1日 - 深日町が淡輪村、孝子村、多奈川町と合併して岬町が発足。同日深日町廃止。同町大字深日となる。
- 1958年（昭和33年）4月1日 - 深日駅廃止。

## 世帯数と人口
2015年（平成27年）10月1日現在（国勢調査）の世帯数と人口（国勢調査調べ）は以下の通りである。
| 大字 | 世帯数    | 人口    |
| ---- | --------- | ------- |
| 深日 | 1,667世帯 | 3,839人 |

### 人口の変遷
国勢調査による人口の推移。
| 1995年（平成7年）  | 6,435人 | [ 5 ] |  |
| 2000年（平成12年） | 5,656人 | [ 6 ] |  |
| 2005年（平成17年） | 5,050人 | [ 7 ] |  |
| 2010年（平成22年） | 4,507人 | [ 8 ] |  |
| 2015年（平成27年） | 3,839人 | [ 2 ] |  |

### 世帯数の変遷
国勢調査による世帯数の推移。
| 1995年（平成7年）  | 2,157世帯 | [ 5 ] |  |
| 2000年（平成12年） | 2,070世帯 | [ 6 ] |  |
| 2005年（平成17年） | 1,974世帯 | [ 7 ] |  |
| 2010年（平成22年） | 1,820世帯 | [ 8 ] |  |
| 2015年（平成27年） | 1,667世帯 | [ 2 ] |  |

## 学区
市立小・中学校に通う場合、学区は以下の通りとなる（2018年2月時点）。
| 番・番地等                                  | 小学校           | 中学校         |
| ------------------------------------------- | ---------------- | -------------- |
| 987番地、994番地 997番地、3037番地 3069番地 | 岬町立淡輪小学校 | 岬町立岬中学校 |
| その他                                      | 岬町立深日小学校 | 岬町立岬中学校 |

## 事業所
2016年（平成28年）現在の経済センサス調査による事業所数と従業員数は以下の通りである。
| 大字 | 事業所数  | 従業員数 |
| ---- | --------- | -------- |
| 深日 | 165事業所 | 956人    |

## 交通

### 鉄道

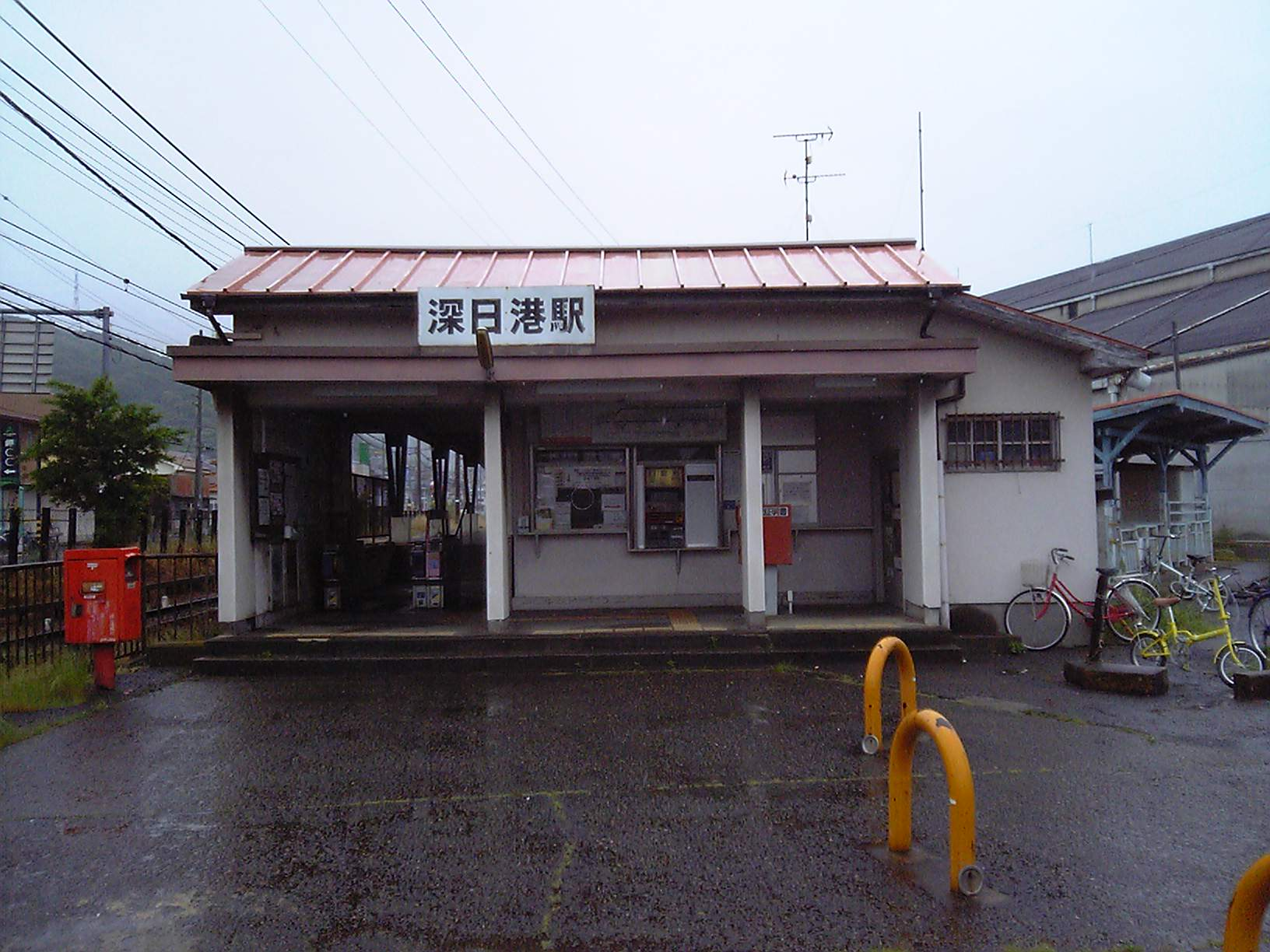
深日港駅

- 南海電気鉄道
  - 多奈川線
    - 深日町駅 - 深日港駅

### バス
- ミニループバスみさき（中日臨海バスに委託）
- 基本路線
  - 望海坂 - 海風館 - 淡輪駅 - みさき公園駅 - 岬中学校 - 深日小学校 - オークワ前 - 岬町役場 - 多奈川駅 - 楠木橋 - ピアッツァ5 - 小島住吉
- 淡輪・畑路線
  - 飯盛山登山口 - みさきヶ丘団地 - みさき公園駅 - 岬町役場 - 多奈川駅 - 与田病院前 - 多奈川小学校 - ピアッツァ5
- 多奈川西畑・東畑路線
  - ピアッツァ5 - 佐瀬川 - 多奈川駅 - 岬町役場 - オークワ前 - 岬町役場 - 多奈川小学校 - ピアッツァ5
- 孝子路線
  - ピアッツァ5 - 多奈川小学校 - 多奈川駅 - 岬町役場 - 中孝子 - 上孝子

### 道路
- 大阪府道752号和歌山阪南線（孝子越街道）
- 大阪府道65号岬加太港線

第二阪和国道深日ランプが設置されている。

### 海上交通
- 深日港

大阪湾フェリー（のちに南海淡路ライン）、深日海運（のちにシャトルサービス）が洲本港とを結ぶ航路を運航し、南海多奈川線の難波駅直通急行「淡路号」と接続して大阪市と洲本市を結ぶメインルートを形成した時代もあった。

## 施設
- 岬町役場
- 岬町立岬中学校
- 岬町立深日小学校
- 岬町立深日保育所
- 岬町立緑ヶ丘保育所
- 海星幼稚園
- 岬深日郵便局
- 岬緑ヶ丘郵便局
- 岬消防署
- 岬深日住宅
- 深日地区公民館
- 深日児童館
- 緑西集会所
- 緑ヶ丘七丁会集会場
- 深日漁協さばき場漁村センター
- JA大阪泉州岬地域営農経済店舗
- 岬深日中継局
- 新日本工機岬工場
- 大阪ゴルフクラブ（淡輪にまたがる）
- 岬カントリークラブ
- ドライビングスクールみさき（敷地の一部のみ）
- 金乘寺
- 宝樹寺

## 文化
当地区には反対の意味の言葉を使う「逆さ言葉」が存在する。誕生の由来には諸説あり、そのうち二つの説としては小さな獲物(当地区は漁師町である）を冗談交じりに「大きい」と言って笑いにしたというものと、漁師間の競争が激しく、大漁でも「不漁だった」と逆の言い方を暗号として使ったというものである。
このような用法は室町時代の狂言などに出てくる「入間詞」のように日本語では少なくとも中世からあるという。2017年現在では用いる話者は60代以上に限られる。

## その他

### 日本郵便
- 郵便番号 : 599-0303[3]（集配局：岬郵便局[13]）。